# Közönséges tarlósáska
A közönséges tarlósáska (Chorthippus brunneus) a sáskafélék családjába tartozó, Eurázsiában honos sáskafaj.

## Megjelenése
A közönséges tarlósáska testhossza a hím esetében 13-18 mm, a nőstény 17-25 mm. Kis, karcsú alkatú faj, amelyet hosszú szárnya és előrenyúló feje még inkább kihangsúlyoz. Alapszíne többnyire barna vagy szürkésbarna, de több színváltozata ismert (szürke, sötétszürke, zöld, sárga, vagy rózsaszín-gránát). A hím potrohának felső oldala gyakran narancsvörös, a nőstényeknél inkább sárgásbarna. Szárnyai barnák és jóval (3-5 mm) a térd mögé nyúlnak. A szárnyak a hímek esetben kb. ötször hosszabbak a szélességüknél; a nőstényeknél hatszor. A torpajzs oldallebenyei befelé nyomottak. 
Ciripelése közepesen hangos, kb. 10 méterre hangzik el. Éneke egy rövid, erős cirpelés (kb. 0,1-0,3 mp), melyet 1-2 másodperces szünetekkel 6-12 alkalommal ismétel.

### Hasonló fajok
A Ch. biguttulus-csoport tagja, nagyon hasonlít hozzá a zengő tarlósáska és a halk tarlósáska, amelyektől szárnyarányai, de főleg a ciripelése alapján lehet megkülönböztetni. 

## Elterjedése
Európában, valamint Ázsia mérsékelt övi zónájában honos. Magyarországon az egyik leggyakoribb sáskafaj, mindenütt megtalálható. 

## Életmódja
A száraz, napos, gyér növényzetű réteket, legelőket, szántóföldeket, útszéleket részesíti előnyben, városokban is előfordul. A zárt növénytakarót kerüli. 
Kifejlett példányaival április végétől októberig találkozhatunk, tavasszal az első ciripelő sáskafajok egyike. A nőstények száraz, vegetáció nélküli talajba rakják petéiket, amelyek az időjárástól függően azonnal fejlődésnek indulnak vagy áttelelnek. Meleg éghajlaton évente 2-3 nemzedéke is lehet. Szükség esetén petéi több évig életképesek maradnak. A lárvák 4-5-ször vedlenek. 

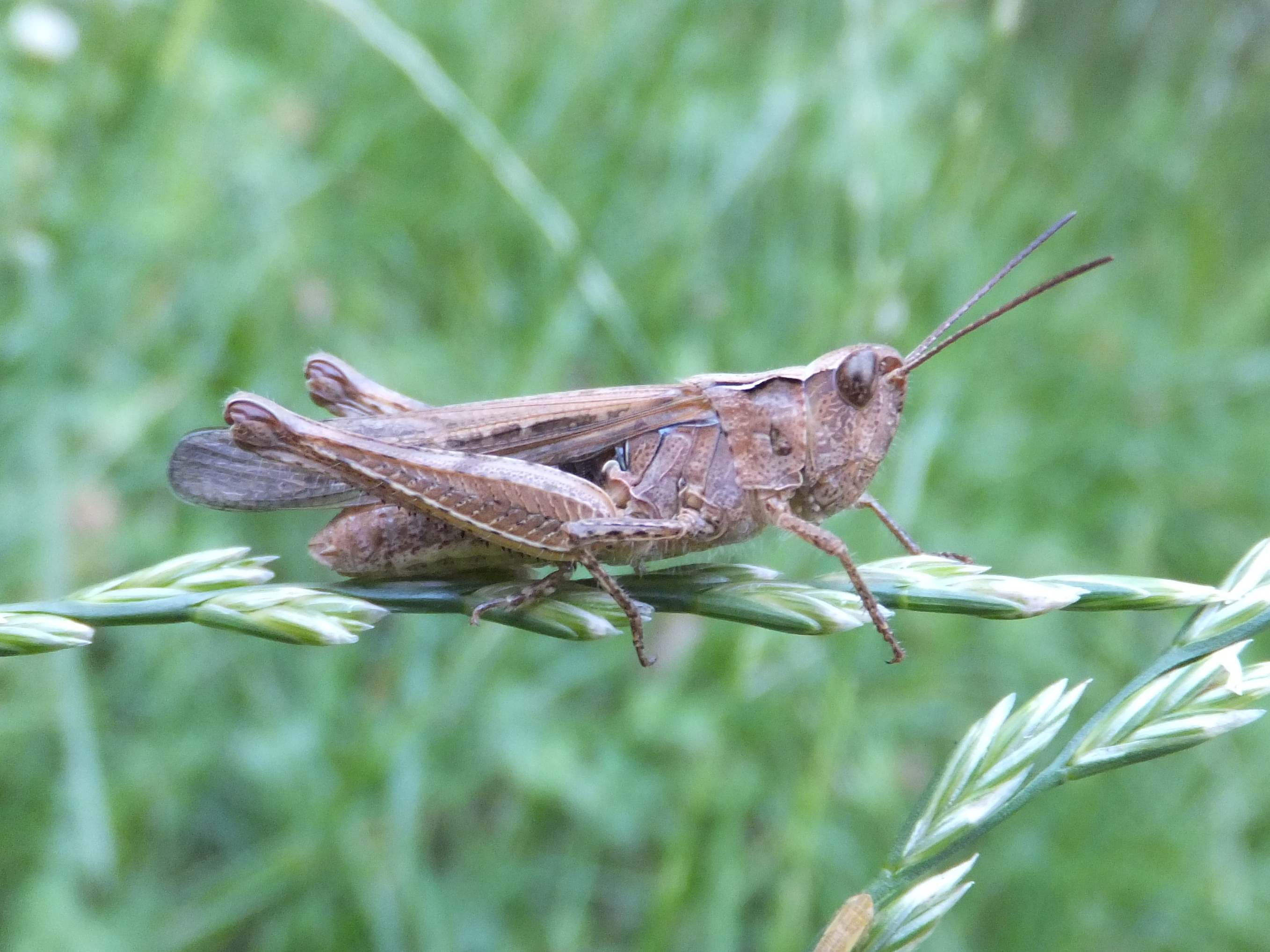
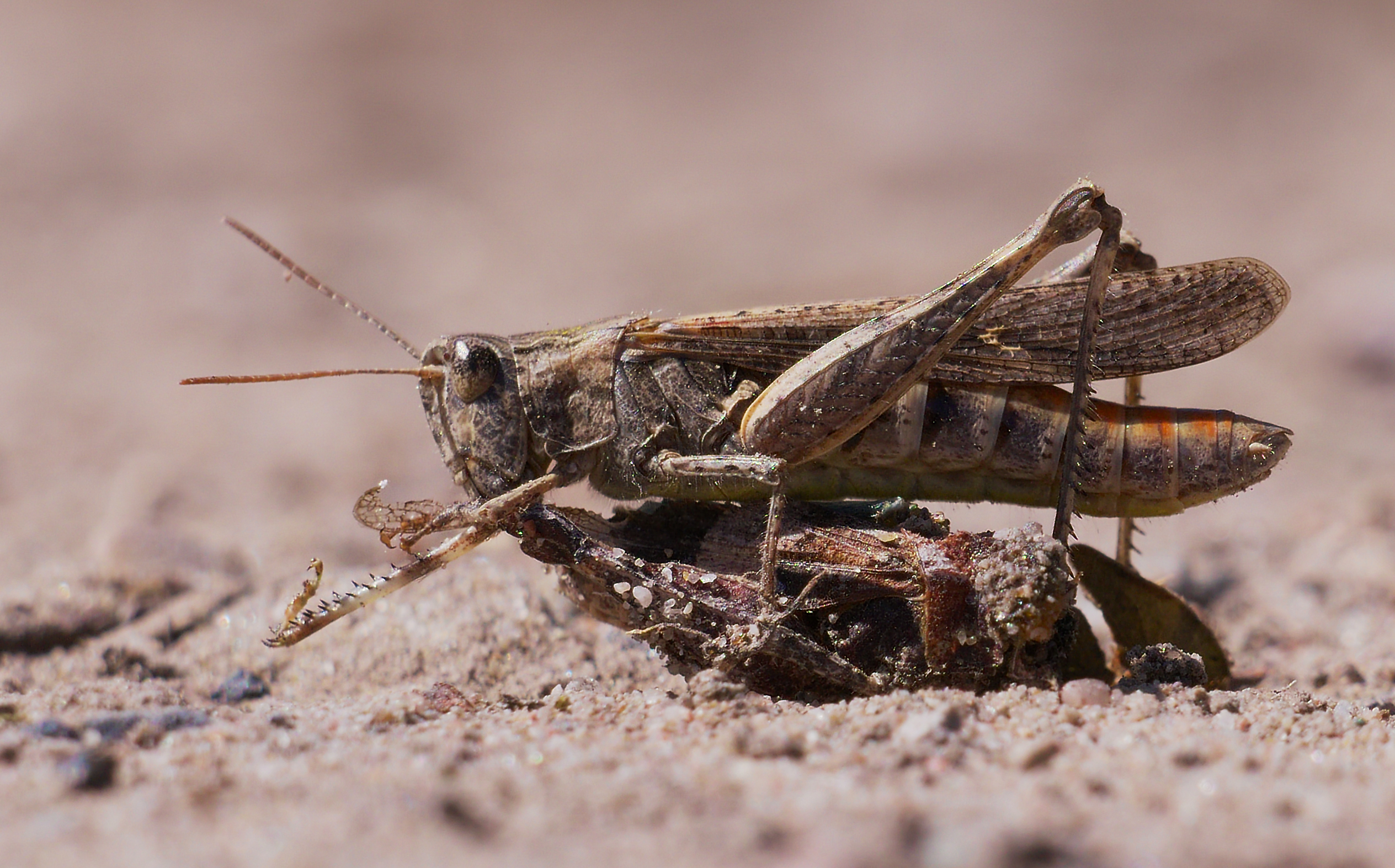
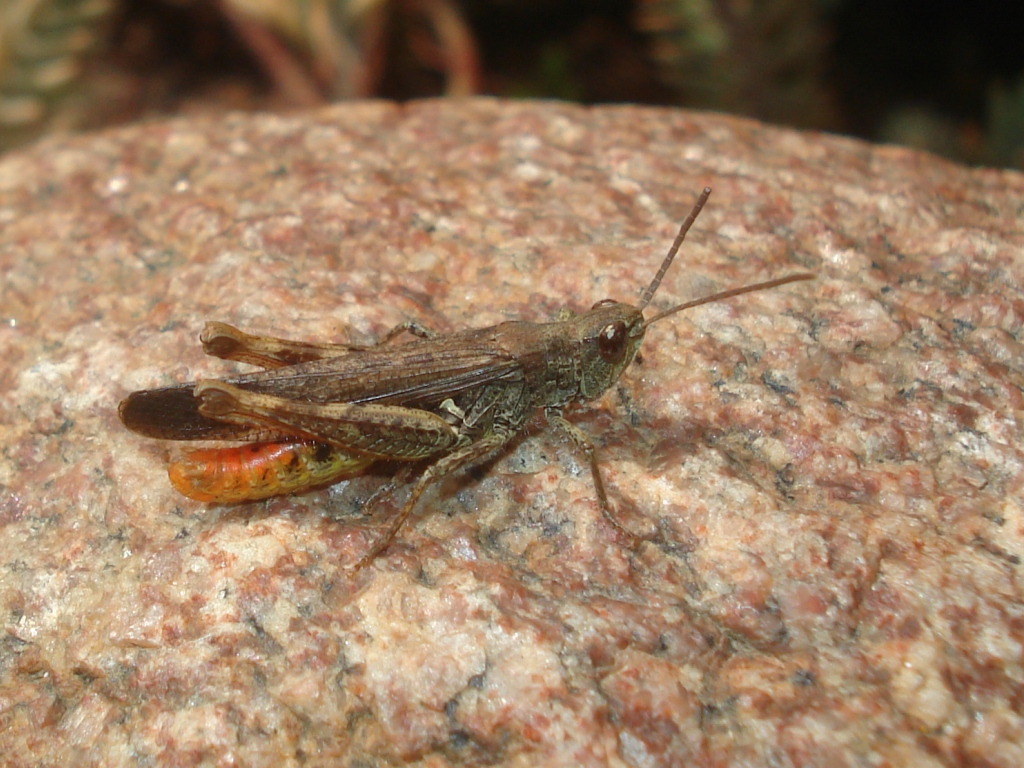
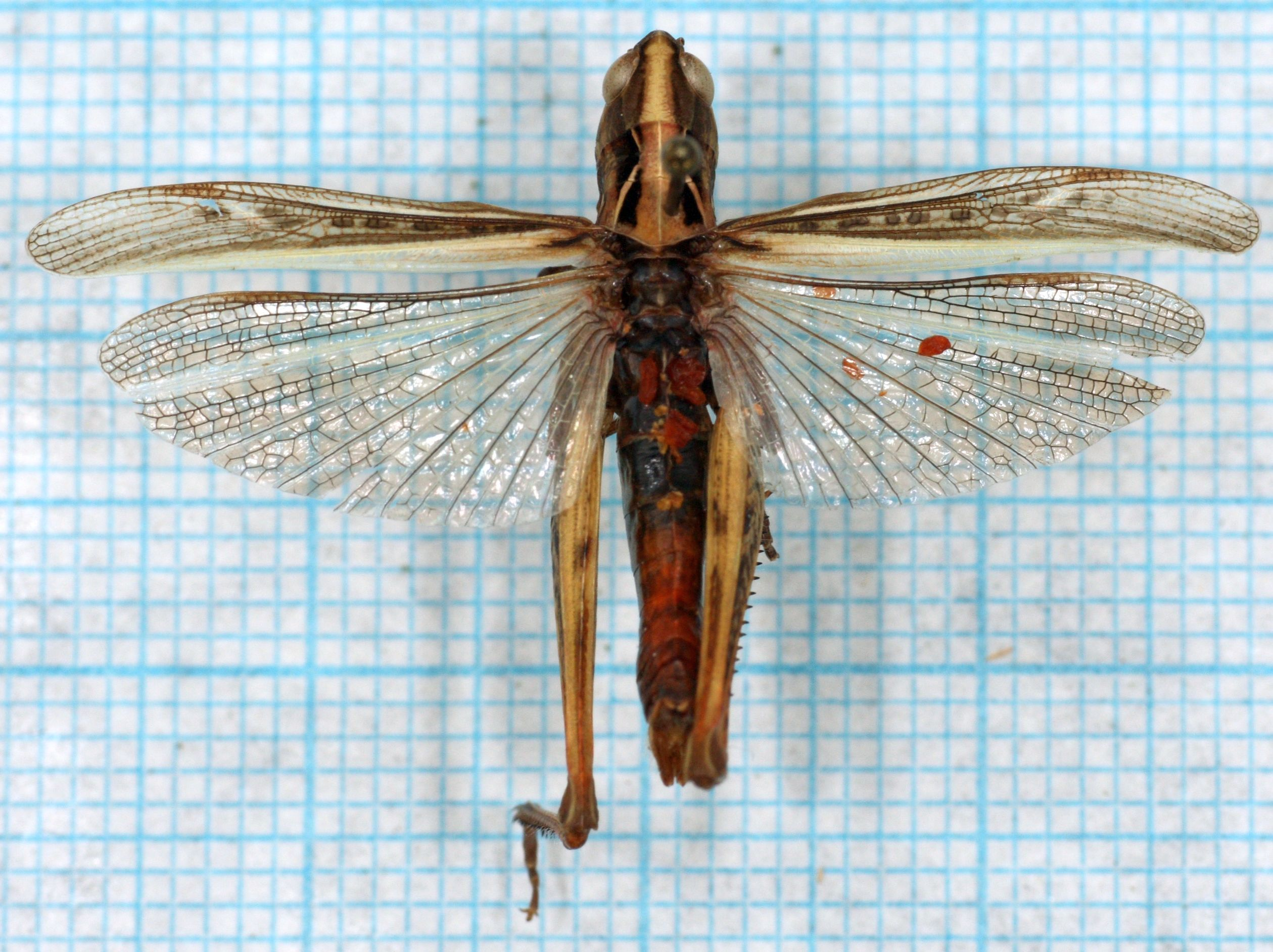
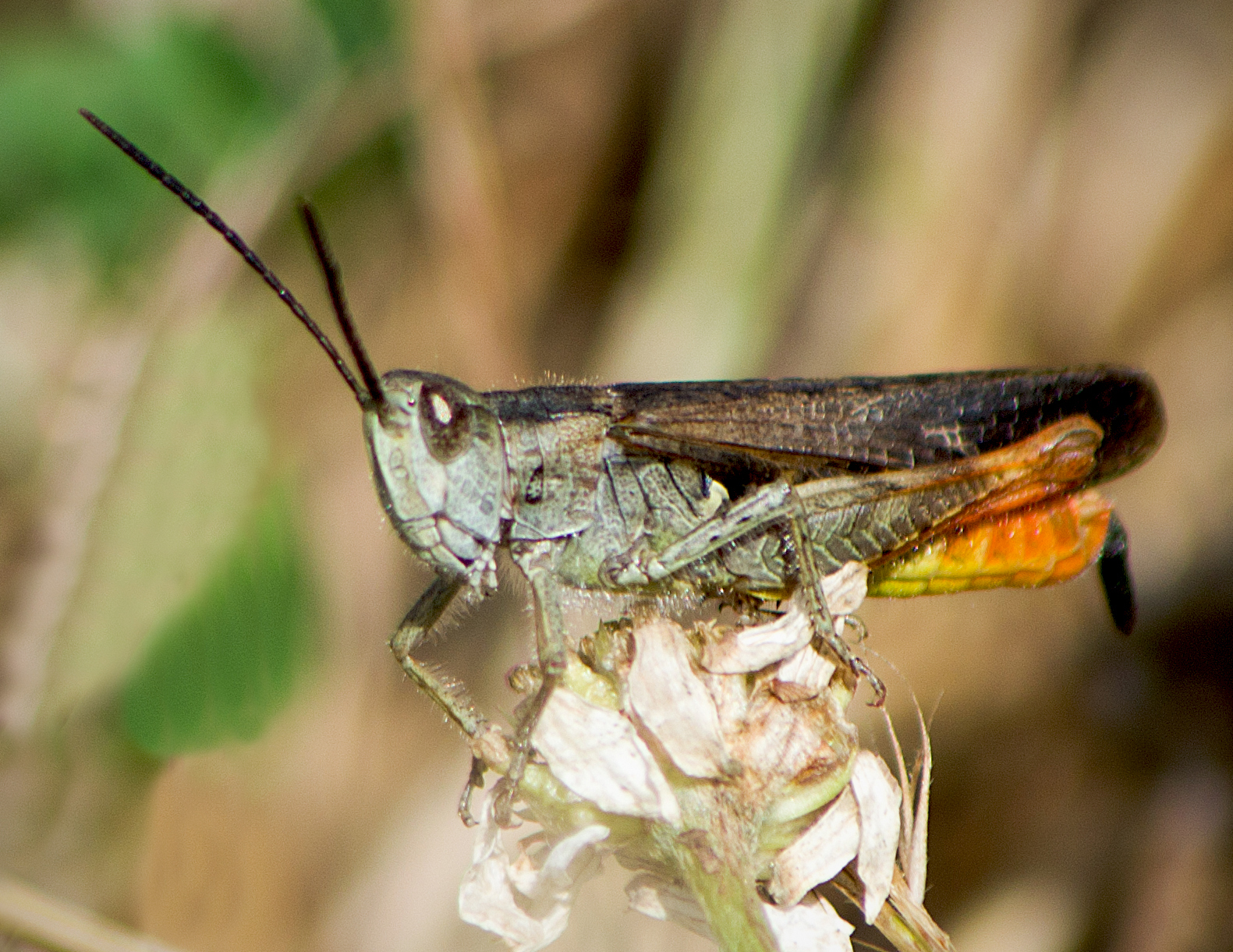

Magyarországon nem védett.